# Goniodoma
Goniodoma is een geslacht van vlinders van de familie kokermotten (Coleophoridae).

## Soorten
- G. auroguttella (Fischer v. Roslerstamm, 1841)
- G. limoniella

Keizersgalmot (Stainton, 1884)
- G. millierella Ragonot, 1882
- G. nemesi Capuse, 1970